# ريتشارد ريفيس (صحفي)
ريتشارد ريفيس (بالإنجليزية: Richard Reeves)‏ هو صحفي أمريكي، ولد في 28 نوفمبر 1936.

## وصلات خارجية
- الموقع الرسمي